# Acaeroplastes secundum
Acaeroplastes secundum är en kräftdjursart som beskrevs av Arcangeli 1937. Acaeroplastes secundum ingår i släktet Acaeroplastes och familjen Porcellionidae. Inga underarter finns listade i Catalogue of Life.